# 160 Dywizja Piechoty (III Rzesza)
160 Dywizja Piechoty (niem. 160. Infanterie-Division) – niemieckich dywizji piechoty z okresu II wojny światowej. Utworzona w marcu 1945 ze 160 Dywizji Rezerwowej; nie weszła do walki. Stacjonowała na terenie Danii.

## Skład
- 657 pułk grenadierów (niem.: Grenadier-Regiment 657)
- 658 pułk grenadierów (niem.: Grenadier-Regiment 658)
- 659 pułk grenadierów (niem.: Grenadier-Regiment 659)
- 1060 pułk artylerii (niem.: Artillerie-Regiment 1060)
- 160 kompania fizylierów (niem.: Divisions-Füsilier-Kompanie 160)
- 1016 batalion saperów (niem.: Pionier-Bataillon 1016)
- 1060 pułk zaopatrzenia (niem.: Divisions-Versorgungs-Regiment 1060)